# Torah im Derech Eretz

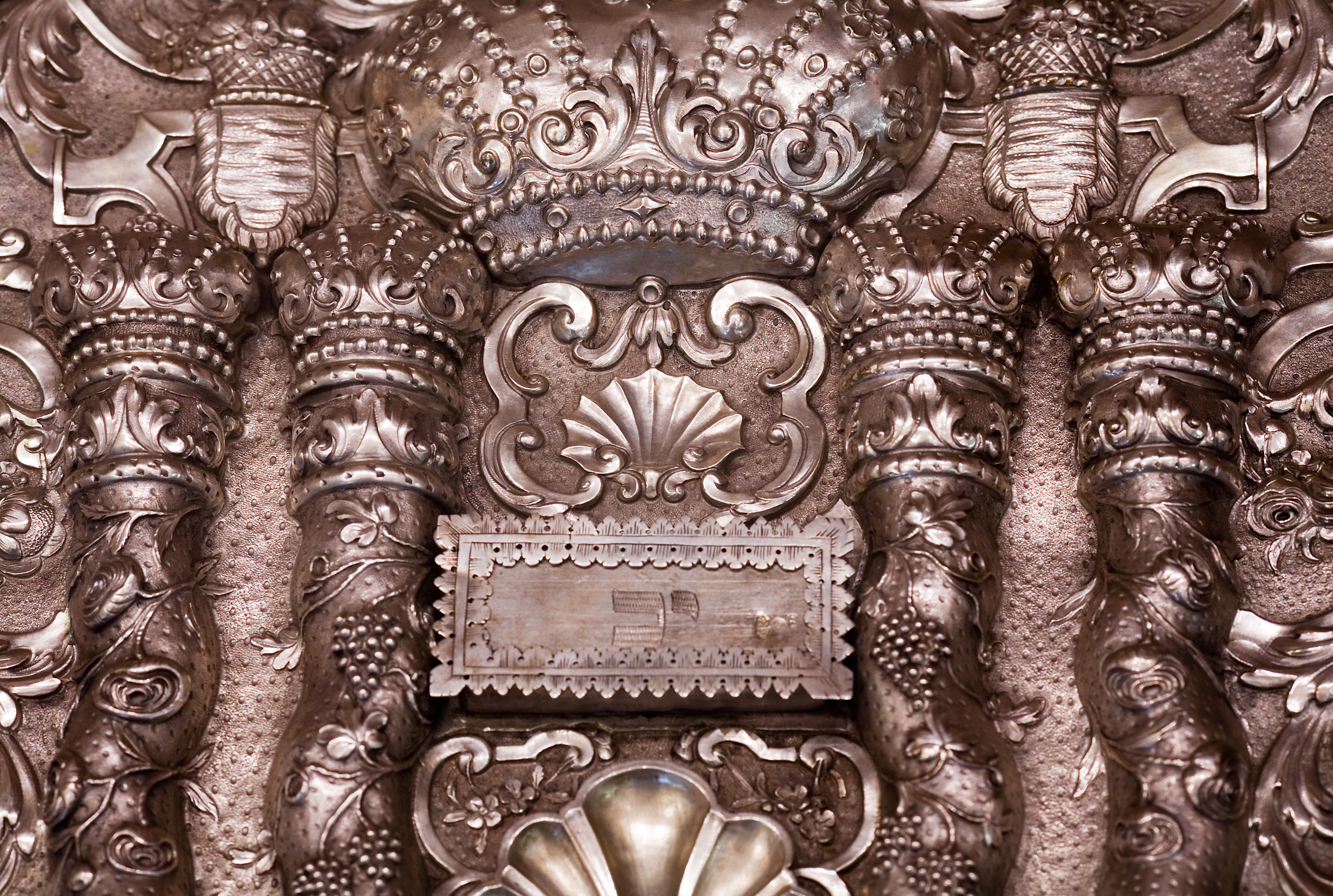
Palvese d'argento che protegge il rotoli della Torah

Torah im Derech Eretz (in ebraico תורה עם דרך ארץ‎? – Torah con "la via della terra" o "secondo il mondo") è una filosofia dell'Ebraismo ortodosso articolata da Rabbi Samson Raphael Hirsch (1808–88), che formalizza la relazione tra l'Ebraismo tradizionalmente osservante e il mondo moderno. Alcuni si riferiscono alla risultante modalità come "Neo-ortodossia".

## Derech Eretz
La frase Torah im Derech Eretz si ritrova per la prima volta nella Mishnah nel Trattato Pirkei Avot (2:2): "Bello è lo studio della Torah con derech eretz, poiché con entrambi si dimentica il peccato". Il termine derech eretz, letteralmente "la via della terra", è intrinsecamente ambiguo, con una vasta gamma di significati nella letteratura rabbinica, che si riferiscono tra l'altro al guadagnarsi da vivere e comportarsi in modo appropriato.

### Comportamento appropriato e buon carattere
1-Zugot
2-Tannaim
3-Amoraim
4-Savoraim
5-Gaonim
6-Rishonim
7-Acharonim
In Talmud e Midrash ci sono approssimativamente 200 insegnamenti che riguardano derech eretz quale comportamento decoroso, educato, rispettoso, riflessivo e civile. Un insegnamento esemplificativo è che "Derech eretz viene prima della Torah" (Midrash Vayikra Rabbah 9:3) – non si può assimilare la Torah fino a quando non si dimostra Derech Eretz in tutto ciò che si fa. Ci sono molti di tali insegnamenti espressi dai Rishonim e Acharonim (autorità post-talmudiche). La letteratura Mussar infatti presenta un intero corpus filosofico dedicato al tema dei middot (tratti caratteriali) e del "comportarsi come un mentsh "(essere umano raffinato). Qui, il modo in cui ci si comporta è considerato come manifestazione esterna dei propri middot.

### Guadagnarsi da vivere
Il significato di Derech Eretz nella succitata Mishnah è generalmente considerato come "guadagnarsi da vivere", e la Mishna è quindi letta come "Bello è lo studio della Torah combinata col 'guadagnarsi da vivere'". In consonanza, l'interpretazione rabbinica stabilisce un requisito generale di guadagnarsi da vivere, ma in modo tale che si possa anche studiare e vivere la Torah. Questa opinione infatti si estende ad una codificazione della Legge ebraica: "[Uno] dovrebbe lavorare ogni giorno in maniera sufficiente per mantenersi... e dovrebbe occuparsi della Torah per il resto del giorno e della notte; colui che si sostiene con le proprie mani è ad un grande livello".
Il linguaggio di questa codificazione è rappresentativo del valore generale assegnato dalla letteratura rabbinica al lavoro di per sé e del requisito simultaneo che il lavoro sia un mezzo per raggiungere fini spirituali e non materiali. Come afferma il Pirkei Avot 4:1:
Chi è ricco? Colui che si accontenta della propria sorte. Come vien detto (Salmi 128:2): "Vivrai del lavoro delle tue mani, sarai felice e godrai d'ogni bene"; "sarai felice" in questo mondo, "e godrai d'ogni bene" nel Mondo a venire.
Questa frequente citazione della Mishnah contiene sia il requisito del lavoro sia un ammonimento contro il materialismo. Anche il Rashi, commentando il versetto, afferma che colui che si sostiene da sé si guadagna questo mondo ed il prossimo.
La tradizione rabbinica riconosce che raggiungere un giusto equilibrio potrebbe creare difficoltà pratiche e filosofiche (per es. la necessità di istruzione secolare/laica in opposizione ad una formazione vocazionale limitata) e le varie problematiche sono quindi ampiamente discusse – in vari trattati del Talmud Si veda anche "Provvidenza nell'Ebraismo".

### Conoscenza del mondo naturale
Il Maharal di Praga, Judah Loew (1525–1609), afferma che Derech Eretz non si limita al "guadagnarsi da vivere"; il concetto comprende anche hanhaga tiv`it, "operare nel mondo naturale". In merito il Maharal, nel suo Derech Chaim, commenta sulla Mishnah, Avoth 3:20, che discute dell'interrelazione tra "Torah e farina (kemakh)" come anche tra "Torah e Derech Eretz". Kemakh, farina, chiaramente si riferisce a sostentamento monetario (mentre la Torah si riferisce a sostentamento spirituale). Quindi Derech Eretz si riferisce a più che solo a "guadagnarsi da vivere" e include la conoscenza e le abilità che ficilitano il successo nel "mondo della Natura".

### Conoscenza di cultura e società
Rabbi Samson Raphael Hirsch (1808–1888), incorporando quanto sopra, fu tra i primi ad estendere la definizione di Derech Eretz includendoci una vasta conoscenza della cultura e società e relativa interazione. Hirsch afferma che "Derech Eretz include tutto ciò che deriva dal fatto che l'esistenza dell'uomo, la sua missione e vita sociale, si svolgono sulla Terra, utilizzando i mezzi e condizioni terreni. Pertanto questo termine descrive soprattutto i modi di guadagnarsi da vivere ed il mantenimento dell'ordine sociale. Comprende anche i costumi e le considerazioni di comportamento che l'ordine sociale genera, come anche tutto ciò che riguarda l'educazione civica e umanistica." La concezione di Hirsch comporta anche la specifica che non c'è nessun compromesso sulla stretta aderenza alla legge ebraica. La risultante filosofia dell'Ebraismo ortodosso nel mondo moderno, denominata appunto "Torah im Derech Eretz", viene discussa qui di seguito.

## Rabbi S.R. Hirsch

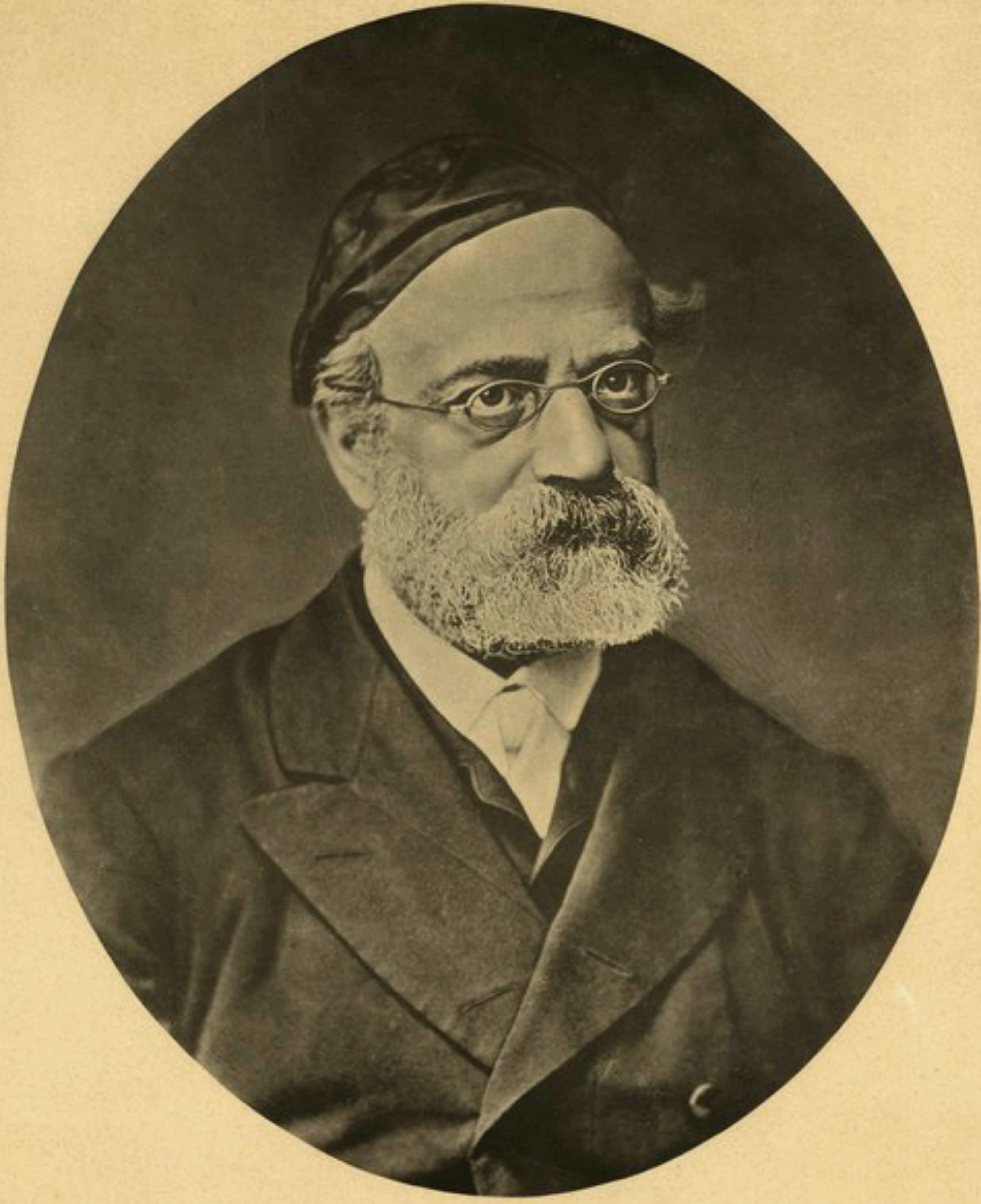
Rabbi Samson Raphael Hirsch

Quando Hirsch giunse a Francoforte sul Meno per la prima volta nel 1851, proclamò Torah im Derech Eretz come motto e stendardo della sua congregazione, l'Israelitische Religionsgesellschaft - frase che da allora fu il sinonimo di Hirsch e della sua filosofia. Come si è visto, Hirsch non fu l'unico ad estendere il significato di Derech Eretz ad un'ampia conoscenza del mondo secolare, anzi il suo ruolo fu quello di formalizzare una filosofia di Derech Eretz che incorporasse una risposta concreta alla modernità. Nella visione di Hirsch, Derech Eretz si riferisce non solo ai mezzi di sostentamento, ma anche all'ordine sociale, con i relativi costumi e le considerazioni di cortesia e correttezza, così come l'istruzione generale. Hirsch sviluppa quindi un concetto di Derech Eretz che abbraccia la cultura occidentale, pur mantenendo il rispetto rigoroso della legge ebraica.

### Coinvolgimento mondano
Hirsch cerca di dimostrare in tutti i suoi scritti che la combinazione di Torah e Derech Eretz non solo è possibile ma necessaria, se l'Ebraismo deve "dominare" non solo la sfera religiosa della vita personale e comunitaria, ma anche quella laica e mondana. Per Hirsch, il compimento della Torah - Derech Eretz - richiede pertanto il coinvolgimento mondano e la partecipazione generale nella società, facilitata dalla conoscenza necessaria.
"L'Ebraismo non è una semplice aggiunta alla vita: comprende tutta la vita. Essere ebrei non è una mera parte, ma è la somma totale del nostro compito nella vita. Essere un ebreo nella sinagoga e in cucina, nei campi e in magazzino, in ufficio e sul pulpito... con l'ago e lo scalpello, con la penna e il martello - questo è ciò che significa essere un ebreo."

### Cultura e istruzione laica
Nella visione di Hirsch, l'Ebraismo deve "includere la promozione consapevole dell'istruzione e della cultura". Hirsch parla del Mensch-Yisroel ("Uomo d'Israele"), la "personalità religiosa illuminata" come ideale: cioè l'ebreo che è orgogliosamente ebreo, un credente nei valori eterni della Torah, ma che possiede anche la capacità di impegnarsi e influenzare la cultura e il sapere contemporaneo.
"In verità, quanto più l'Ebraismo comprende il totale dell'uomo ed estende la sua missione dichiarata alla salvezza di tutto il genere umano, tanto meno sarà possibile limitare la sua visione alla sinagoga. [Così] quanto più l'ebreo è ebreo, tanto più universalista sarà la sua visione e le sue aspirazioni [e] tanto meno distaccato sarà... dall'arte o dalla scienza, dalla cultura o dall'istruzione... [e] tanto più gioiosamente applaudirà ogni volta che vede la verità e la giustizia e la pace e la nobilitazione dell'uomo".

### Legge ebraica
È importante sottolineare che Hirsch era molto chiaro sul fatto che Derech Eretz in nessun senso permette compromessi halakhici. A suo avviso, l'Ebraismo è "un santuario intoccabile che non deve essere sottoposto a giudizio umano, né dipendere da considerazioni umane" e il "progresso è valido solo nella misura in cui esso non interferisca con la religione". Afferma che "l'ebreo non vorrà compiere nulla che non possa compiere come ebreo. Qualsiasi passo che lo porti via dall'Ebraismo non è per lui un passo avanti, non è progresso. Esercita questo controllo di sé senza rimpianti, perché non vuole compiere la propria volontà in terra, ma opera al servizio di Dio". Nelle sue Le Diciannove lettere di Ben Uziel Hirsch osserva che sarebbe stato meglio per gli ebrei non esser stati emancipati se il prezzo che hanno dovuto pagare è stato quello dell'assimilazione.

## Interpretazione

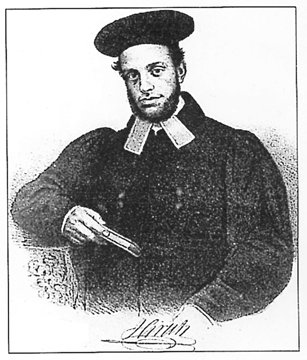
Samson Raphael Hirsch a 39 anni, in una litografia del 1847

La filosofia del Torah im Derech Eretz è stata variamente interpretata nell'ambito dell'Ortodossia. La gamma di interpretazioni si pone in particolare alla luce della tensione tra l'insistenza di Hirsch sulla fedeltà alla legge e alla tradizione ebraiche e le sfide poste da ciò sull'interazione con il mondo secolare.
Secondo un'"interpretazione restrittiva", l'esporsi ad una filosofia secolare, alla musica, all'arte, alla letteratura, o all'etica deve essere funzionale. Secondo un'"interpretazione mediana", questa esposizione è lecita e persino necessaria, per il bene della dominazione dei valori della Torah sulle proprie cose mondane. Secondo un'"interpretazione estensiva" questa esposizione è ammissibile, fornendo un complemento - e anche una sintesi - alla Torah.
Così, in materia di coinvolgimento nel mondo secolare, l'"interpretazione restrittiva" limita essenzialmente Derech Eretz ad una propria attività professionale; la conoscenza ammissibile sarebbe limitata alla conoscenza correlata al funzionale e all'occupazione, e (forse) a quella conoscenza secolare che permette di meglio interpretare e comprendere la Torah. L '"interpretazione mediana" incoraggia lo studio della conoscenza laica, ma solo nella misura in cui questa permette l'applicazione della visione e della filosofia della Torah alla conoscenza e alla cultura umane. L'"interpretazione estensiva" permette l'acquisizione generale della cultura e della conoscenza secolari come preziose di per sé.
Hirsch stesso sembra aver abbracciato l'"interpretazione mediana", sebbene alle condizioni di cui sopra. Afferma che "Torah im Derech Eretz, come usata dai nostri saggi, significa la realizzazione della Torah in armoniosa unità con tutte le condizioni secondo le quali le sue leggi dovranno essere osservate nell'ambito degli sviluppi dei mutevoli tempi" (Gesammelte Schriften VII p. 294). Quindi su base regolare Hirsch cita scienziati laici nel suo commentario della Torah. Alcuni studiosi ritengono che sia stato influenzato da Hegel e da Friedrich Schiller; infatti, in un discorso presentato alla scuola che aveva fondato, nel centenario di Schiller, affermò che i principi universalisti della cultura occidentale incarnati negli scritti di quest'ultimo sono valori ebraici che si originano dalla Torah.
D'altra parte, Hirsch ammonì del pericolo della conoscenza scientifica che porta lontani da Dio; inoltre le sue scuole, a differenza di altre in Germania, al momento insegnavano lingue moderne (commerciali) invece delle "lingue classiche". Notoriamente, nel suo commento al Levitico 18:4-5 (cfr. anche Rashi ad loc.), Hirsch delinea chiaramente la relazione tra la conoscenza secolare e la Torah, dove la Torah è "ikkar" (עיקר), essenziale, mentre la conoscenza secolare è "tefel" (טפל), secondaria o supplementare alla Torah. Dichiara che "[noi] siamo fiduciosi che ci sia solo una verità e solo un insieme di conoscenze che possa servire come standard... Rispetto ad esso, tutte le altre scienze sono validi solo in via provvisoria". Il suo commentario al Deuteronomio 6:7 è forse più esplicito:

"Lo studio della Torah deve essere la nostra principale ricerca intellettuale... Non dobbiamo studiare la Torah dal punto di vista di un'altra scienza o per il gusto di quella scienza. Così, anche, dobbiamo stare attenti a non introdurre nella sfera della Torah le idee straniere... Piuttosto, dovremmo sempre essere consapevoli della superiorità della Torah, che si differenzia da tutte le altre conoscenze scientifiche attraverso la sua origine divina... [I nostri Saggi] non ci richiedono di ignorare completamente tutte le conoscenze scientifiche... [ma piuttosto] che una persona [abbia] familiarità con questi altri campi del sapere, ma... solo dalla prospettiva della Torah ... e ci ammoniscono che trascurare questo punto di vista mette a repentaglio la nostra vita intellettuale."

## Neo-ortodossia: le "Comunità Breuer"
Nel 1851, Hirsch fu chiamato a diventare il rabbino della comunità ortodossa separatista di Francoforte sul Meno. Questa comunità divenne ben presto il modello delle "comunità moderne" in rigorosa aderenza alle pratiche ortodosse, a volte chiamate complessivamente col titolo "Ortodossia Francofortese". Il genero di Hirsch, Rabbi Shlomo Zalman (Solomon) Breuer, gli successe dopo la morte. Diffidando dal creare una dinastia, la comunità di Francoforte non nominò il figlio di Hirsch ad essere il suo successore.
Dopo la prima guerra mondiale, al fine di dimostrare il loro rifiuto del liberalismo religioso, i seguaci della comunità iniziarono a chiamarsi "neo-ortodossi": ciò rifletteva il movimento parallelo del Luteranesimo (chiamato "Neo-Ortodossia "). Quindi, a questo punto, il liberalismo romantico di Hirsch ed i valori delle lotte del 1848 per i diritti civili erano meno rilevanti - e il rifiuto di molti elementi della cultura tedesca di Weimar era prevalente. Solomon Breuer e Isaac Breuer furono i leader di questa svolta conservatrice da parte della comunità.
A seguito della Kristallnacht, Breuer e la sua famiglia emigrarono ad Anversa e poi a New York. Una volta a New York, Breuer iniziò una congregazione composta dei numerosi profughi tedeschi a Washington Heights (Manhattan), che seguiva strettamente gli usi e costumi della comunità di Francoforte. La congregazione, "Khal Adath Yeshurun", è colloquialmente nota come "[quella] di Breuer". Rabbi Shimon Schwab, anch'egli nativo di Francoforte, officiò come secondo rabbino della "comunità Breuer", fino alla sua morte nel 1994. Solomon Breuer e Joseph Breuer sono spesso considerati come gli eredi intellettuali di Hirsch, mentre Schwab è considerato come allineato alle comunità ortodosse lituane più tradizionali.

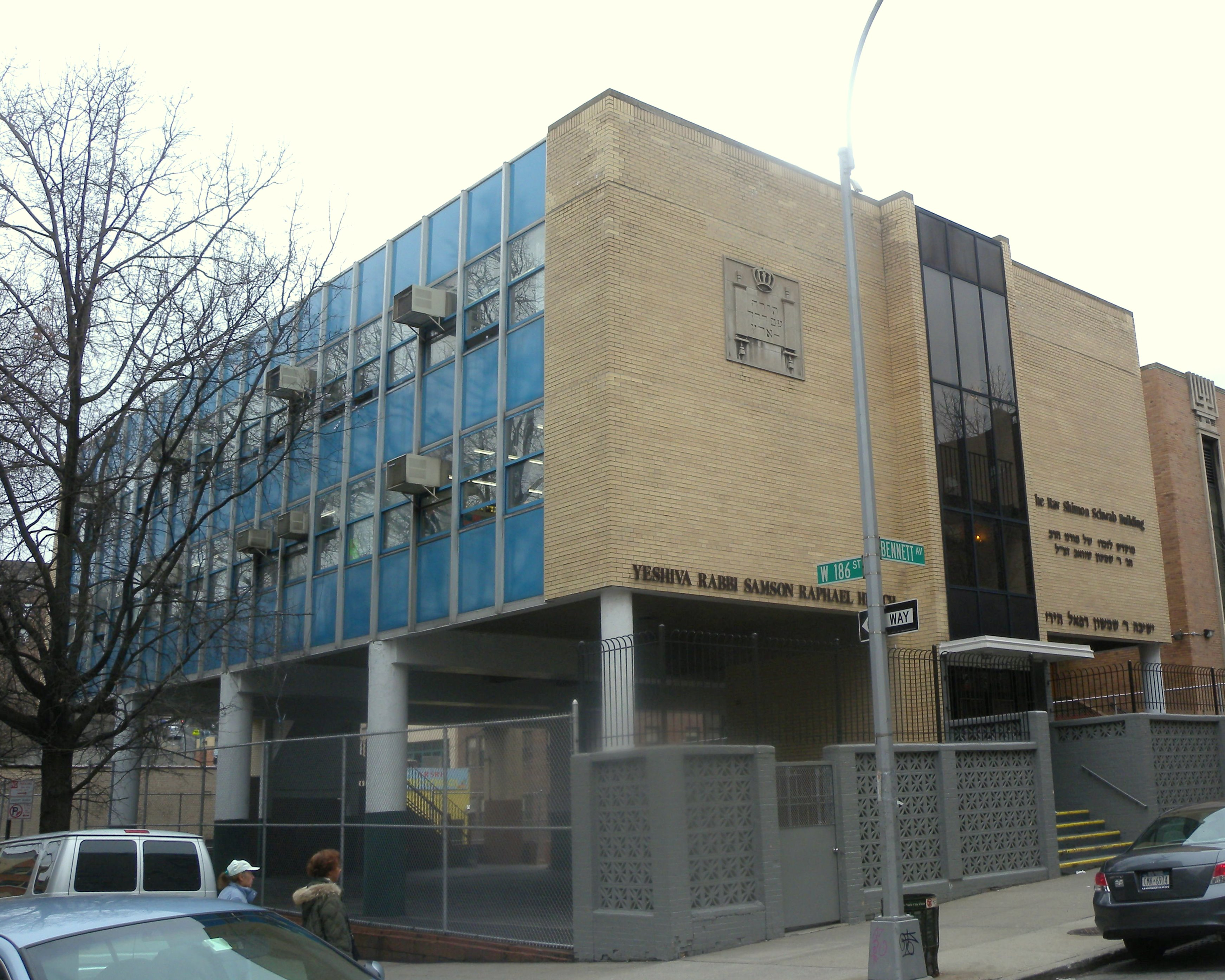
La Yeshiva Hirsch a Manhattan

La comunità Breuer ha prudentemente applicato Torah im Derech Eretz alla vita americana, restringendone la sua applicazione nel corso degli anni. Schwab avvertì dei pericoli di atteggiamenti morali contemporanei nella cultura e letteratura laica, e sottolineò che i seguaci della neo-ortodossia richiedono pertanto una solida base di fede e conoscenza e devono esercitare cautela negli impegni col mondo laico.
Schwab inoltre sottolineava spesso che la Torah non può mai essere considerata come parallelo della conoscenza secolare. "Lo studio della Torah è il più alto dovere dell'ebreo" e "soltanto suggerire che qualsiasi cosa possa essere parallela alla Torah è una bestemmia gravissima; la Torah viene prima di tutto e tutto il resto nella vita deve essere condotto secondo la Legge Scritta e quella Orale." Tuttavia entrare in commercio o nelle professioni sono visti come componenti valide della vita secondo la Torah, da esser facilitate con un'istruzione laica appropriata (con l'avvertenza che la vita sociale universitaria è "incontestabilmente immorale"). "Portare avanti la propria vita professionale in consonanza con la Halakhah è di per sé una pratica della Torah." Si deve "stabilire il primato della Torah sui modi di lavoro e di vita professionale cosicché il proprio comportamento trasformi anche quella parte 'mondana' della vita in una santificazione."
La comunità è posizionata ideologicamente al di fuori sia della ortodossia moderna e sia dell'Ebraismo haredi ("Ultra-ortodossia"). Per quanto riguarda l'Ebraismo haredi, Schwab riconobbe che, sebbene la neo-ortodossia non sia il percorso apertamente abbracciato dalla maggioranza dei Roshei Yeshiva odierni, i movimenti "Solo Torah" e Torah Im Derech Eretz possono esistere fianco a fianco. "Finché uno è spinto unicamente da Yiras Shamayim ('timor del Cielo') e da una ricerca della verità, ogni individuo ha una scelta su quale scuola debba seguire." In pratica, la comunità è pienamente impegnata con Agudath Israel d'America, mentre rifugge dal più moderno Orthodox Union.
Il movimento è molto distante dall'ortodossia moderna. Schwab considerava che l'ortodossia moderna avesse mal interpretato le idee di Hirsch: per quanto riguarda gli standard della Halakha, come anche la relativa enfasi della Torah contro il secolare - si veda la discussione in "Torah Umadda". Inoltre, Breuer, influenzato dalla filosofia di Hirsch sull'"Austritt" (secessione), "non poteva tollerare il riconoscimento di un organismo non credente come legittimo rappresentante del popolo ebraico". Per questo motivo, fu "inalterabilmente contrario al movimento Mizrachi del sionismo religioso, che è rimasto affiliato all'Organizzazione Sionista Mondiale (WZO) e alla Agenzia ebraica".

## Influenza contemporanea
Torah im Derech Eretz rimane influente come filosofia nell'Ebraismo ortodosso. Sebbene di solito associata con le "Comunità Breuer" di Washington Heights a Manhattan, la filosofia rimane un influsso importante nell'Ebraismo ortodosso moderno e, in una certa misura, nell'Ebrasimo haredi. (Cfr. anche Provvidenza nell'Ebraismo per una discussione di Derech Eretz nell'Ebraismo ortodosso contemporaneo).